# Eva Urevc
Eva Urevc est une fondeuse slovène, née le 2 novembre 1995 à Jesenice, qui commence sa carrière en tant que biathlète. Elle devient spécialiste du sprint. Aux Championnats du monde de ski nordique 2021, elle remporte la médaille de bronze du sprint par équipes avec Anamarija Lampič.

## Biographie
Licenciée au SD Gorje, elle participe à son premier événement majeur dans le biathlon en 2011, où elle dispute les Championnats du monde jeunesse. Elle obtient ensuite ya première récompense aux Championnats du monde junior de biathlon d'été 2011, où elle est médaillée d'argent en relais mixte.
Elle aussi présente aux Jeux olympiques de la jeunesse d'hiver de 2012, où elle dispute les épreuves de biathlon.
En décembre 2015, Urevc fait ses débuts internationaux en ski de fond dans la Coupe OPA, puis participe à sa première épreuve de Coupe du monde à Planica, en Slovénie.
Un an plus tard, elle marque son premier point en Coupe du monde avec une 30e place au sprint libre de Davos.
Lo de la saison 2018-2019, elle commence à se faire une place dans l'élite du sprint, avec des qualifications en phase finale lors de la majorité des manches de Coupe du monde, dont une qui se termine par une finale à Cogne (sixième place). Elle est souvent à l'aise en qualifications, réalisant notamment le meilleur temps à Lahti, avec une marge de plus de quatre secondes sur la deuxième. Elle reçoit aussi une sélection pour les Championnats du monde à Seefeld, où se classe 21e du sprint. Cependant à l'été 2019, elle doit se faire opérer du genou à cause d'une blessure qu'elle traîne depuis trois ans, ce qui l'empêche de courir l'hiver suivant.
De retour sur le circuit mondial en décembre 2020, elle rejoint une nouvelle finale de sprint à Davos (sixième), puis monte sur son premier podium dans un sprint par équipes à Dresde (troisième), avant d'établir ses meilleurs résultats de l'hiver à Ulricehamn avec une cinquième place en sprint individuel, puis une victoire en sprint par équipes avec Anamarija Lampič. Juste après, aux Championnats du monde, à Oberstdorf, avec Lampič, elle prend la médaille de bronze du sprint par équipes libre derrière les équipes suédoises et suisse et devant les Russes qu'elles battent dans la dernière ligne droite.

## Caractéristiques athlétiques
Elle est comparée à la championne Marit Bjørgen en raison de son explosivité et de sa masse musculaire imposante.

## Palmarès

### Championnats du monde
| Épreuve / Édition        | Sprint                           | Sprint                           | 10 km                            | 10 km                            | Skiathlon 2 × 7,5 km | 30 km | Relais                    | Relais   |
| Épreuve / Édition        | libre                            | classique                        | libre                            | classique                        | Skiathlon 2 × 7,5 km | 30 km | Sprint                    | 4 × 5 km |
| Mondiaux 2019 Seefeld    | 21e                              | Épreuve inexistante à cette date | Épreuve inexistante à cette date | -                                | —                    | —     | -                         | 9e       |
| Mondiaux 2021 Oberstdorf | Épreuve inexistante à cette date | 28e                              | -                                | Épreuve inexistante à cette date | —                    | -     | Médaille de bronze, monde | —        |

Légende :
- : première place, médaille d'or
- : deuxième place, médaille d'argent
- : troisième place, médaille de bronze
- : pas d'épreuve
- — : Non disputée par la skieuse

### Coupe du monde
- Meilleur classement général : 27e en 2021.
- Meilleur résultat individuel : 5e.
- 3 podiums par équipes : 1 victoire et 2 troisièmes places.

#### Classements détaillés
| Saison / Épreuve | Saison / Épreuve | Général | Général | Distance | Distance | Sprint | Sprint |
| Saison / Épreuve | Saison / Épreuve | Class.  | Points  | Class.   | Points   | Class. | Points |
| ---------------- | ---------------- | ------- | ------- | -------- | -------- | ------ | ------ |
| 2017             | 2017             | 116e    | 1       | -        | -        | 88e    | 1      |
| 2019             | 2019             | 52e     | 122     | 83e      | 6        | 27e    | 116    |
| 2021             | 2021             | 27e     | 194     | 85e      | 5        | 8e     | 189    |